# Cosimo Fanzago
Cosimo Fanzago, född 13 oktober 1591 i Clusone, Italien, död 13 februari 1678 i Neapel, var en italiensk arkitekt och skulptör under barocken. Han introducerade barockstilen i Neapel.
I Rom företog Fanzago inför jubelåret 1650 en restaurering av interiören till kyrkan San Lorenzo in Lucina. Vid samma tid ledde han en omfattande restaurering av kyrkan Santa Maria in Via Lata.
Omkring 1649 ritade Fanzago fasaden till kyrkan Santo Spirito dei Napoletani vid Via Giulia. År 1853 fick dock kyrkan en ny fasad.